# María Elena Bushell de Moss
María Elena Bushell de Moss fue una tenista argentina que llegó a ser número uno de su país en 1932 y 1933 y se mantuvo entre las mejores diez de Argentina entre 1929, año de la primera clasificación, y 1935. En 1937 volvió a estar en la clasificación.
Solía jugar en el Adrogué Tennis Club.
Ganó en dos oportunidades el Campeonato del Río de la Plata. En la edición de 1928 derrotó a Leonilda Giusti 7-5 y 6-4. En la de 1932 derrotó a Magdalena Bidal de Audrás 6-0 y 6-2.
Fue, a su vez, subcampeona del mismo torneo en otras dos oportunidades. En 1929 perdió contra Analía Obarrio de Aguirre 6-1 y 6-4. En 1931, ante la misma contrincante, perdió la final 6-2 y 6-2.
En la modalidad de dobles femenino del mismo torneo, fue campeona en dos ocasiones, en ambas junto a Denise Rutherford de Zappa. En 1937 derrotaron a Leonilda Giusti y Ana Pauwels de Madrid 6-3, 3-6 y 6-0. En 1938, a Felisa Piédrola y Juana Ida Stocker 0-6, 8-6 y 6-1.
Fue asimismo subcampeona del torneo en la misma modalidad en 1929, cuando junto a Agnes Turnbull de Mackinnon perdieron la final contra Julieta Ezcurra e Inés Anderson) por 6-4 y 6-4.
En dobles mixtos del mismo torneo, fue campeona en 1938 junto a Alberto Isely al derrotar en la final a Denise Rutherford de Zappa y Augusto Zappa 6-4 y 6-4.
Asimismo, llegó a la final en tres oportunidades. En 1929, junto a Ricardo López Pelliza, perdieron ante Julieta Ezcurra y Guillermo Robson 6-2 y 6-3. En 1932 se repitieron los cuatro finalistas de 1929 con la misma pareja ganadora, esta vez por 6-4 y 8-6. En 1934, junto a Mario Víctor González, perdió contra Leonilda Giusti y Ricardo López Pelliza 6-4 y 6-2.